# Die Ratte von Soho
Die Ratte von Soho (Originaltitel: Night and the City) ist ein in Schwarzweiß gedrehter Film noir von Jules Dassin aus dem Jahr 1950. Das Drehbuch entstand nach dem Roman Nachts in der Stadt des britischen Schriftstellers Gerald Kersh aus dem Jahr 1938.

## Handlung
Der in London lebende Amerikaner Harry Fabian bestreitet seinen Lebensunterhalt damit, reiche US-Touristen in den schäbigen Nachtclub seines Auftraggebers Philip Nosseross zu locken, wo sie ausgenommen werden. Dabei ist er ständig auf der Suche nach dem ganz großen Ding, das ihm ein Leben in Reichtum und Überfluss ermöglicht. Allerdings erweisen sich Harrys hochtrabende Pläne üblicherweise als Reinfälle und er endet dabei meist mit Schulden am Hals, die er dann mit von seiner Freundin Mary „geborgtem“ Geld begleicht.
Eines Nachts lernt Harry den berühmten ehemaligen Ringer Gregorius und dessen Protegé Nikolas kennen. Gregorius möchte Nikolas Ringkämpfe im griechisch-römischen Stil bestreiten lassen. Gregorius’ Sohn Kristo, ein skrupelloser Wrestling-Promoter, lehnt dies aber aufgrund mangelnden Publikumsinteresses ab. Harry sieht seine Chance gekommen, als Veranstalter von Nikolas’ Kämpfen endlich finanziell unabhängig zu werden. Als Kristo davon erfährt, lässt er Harry wissen, dass er ihm um seines Vaters willen erlaubt, griechisch-römische Kämpfe zu veranstalten, droht aber an, Harry ermorden zu lassen, falls dieser seinen Vater hintergehen sollte.
Um das nötige Startkapital für seinen Plan zu bekommen, bittet Harry den schmierigen Nosseross um Hilfe. Nosseross, der Fabian verachtet, lehnt zuerst auf herablassende Weise ab, lässt sich letztendlich aber darauf ein, die Hälfte der benötigten Summe zuzusteuern, wenn Harry die andere Hälfte auftreiben kann. Harry klappert daraufhin vergeblich zahllose Bekannte ab. Schließlich bietet Nosseross’ Frau Helen Harry an, ihm die andere Hälfte des Geldes zu geben, wenn er ihr dafür eine Nachtclublizenz besorgt, damit sie endlich ihren verhassten Ehemann verlassen kann. Harry betrügt Helen mit einer gefälschten Lizenz und taucht mit ihrem Geld triumphierend bei Nosseross auf. Dieser überreicht ihm wie vereinbart die andere Hälfte des Kapitals, erkennt dabei aber, dass Harrys Anteil von seiner eigenen Frau stammt.
Da Nosseross vermutet, dass Harry eine Affäre mit Helen hat, will er ihn vernichten. Als er von Kristo erfährt, dass dieser Harry ausdrücklich nur Kampfveranstaltungen im griechisch-römischen Stil erlaubt hat, sieht er seine Chance gekommen. Er fordert von Harry sein Geld zurück, es sei denn, Gregorius stimme einem lukrativeren Kampf von Nikolas nach modernen Regeln zu. Gegner müsse der „Würger“ sein, ein Publikumsliebling und besonders brutaler Kämpfer, den Gregorius verabscheut.
Durch eine geschickt eingefädelte Intrige gelingt es Harry tatsächlich, Gregorius’ Zustimmung zu diesem Kampf zu erhalten. Bevor aber dieser stattfinden kann, kommt es in Gregorius’ Trainingshalle zu einer Prügelei zwischen den Kampfparteien, bei der sich Nikolas das Handgelenk bricht. Während Nikolas hilflos zusehen muss, stürzt sich der rasende „Würger“ im Ring auf den alten Gregorius. Zwar gelingt es Gregorius, den „Würger“ in einem langen und nervenaufreibenden Kampf zu bezwingen. Dadurch erleidet er allerdings einen Herzinfarkt und stirbt kurz darauf in den Armen seines hinzugekommenen Sohnes Kristo. Hasserfüllt setzt dieser in der Londoner Unterwelt ein Kopfgeld auf die Ermordung des flüchtigen Harry aus.
Zwischenzeitlich hat Helen Nosseross ihren Ehemann unter üblen Beschimpfungen verlassen. Kurz vor der Eröffnung ihrer Bar kommt allerdings heraus, dass die Lizenz dafür eine Fälschung ist. Die skrupellose Helen versucht reumütig zu ihrem Mann zurückkehren, muss aber erfahren, dass sich dieser umgebracht und seinen gesamten Besitz einer Bettlerin vermacht hat.
Wie ein gehetztes Wild flüchtet Harry durch die Londoner Nacht, kann aber nirgendwo Unterschlupf finden. In der Morgendämmerung findet ihn schließlich Mary versteckt auf einem Boot am Themseufer. Harry wird klar, dass er nicht entkommen kann, und er hat eine letzte brillante Idee: Er geht Kristo auf einer Themsebrücke entgegen und fordert ihn auf, die ausgesetzte Belohnung an Mary zu bezahlen. In diesem Moment ergreift ihn der hinter einem Mauervorsprung hervorgetretene „Würger“, erwürgt ihn und wirft seine Leiche in die Themse. 
Kurz darauf trifft die Polizei ein, der „Würger“ wird abgeführt.

## Hintergrund
Der Film startete am 9. Juni 1950 in den Kinos der USA. In Deutschland kam er am 4. September 1951 in die Kinos.
Die Ratte von Soho wurde vollständig in Großbritannien gedreht, denn Regisseur Jules Dassin war als eines der prominentesten Opfer der Kommunistenjagd der McCarthy-Ära in den USA mit Berufsverbot belegt. Weil ihm der Zutritt auf das Hollywood-Studiogelände der Produktionsfirma 20th Century Fox verwehrt war, konnte Dassin bei der Postproduktion des Films nicht persönlich anwesend sein. Seine Vorstellungen bezüglich Filmschnitt und musikalischer Untermalung musste er daher telefonisch beitragen.
Die in den britischen Kinos gezeigte Fassung des Films war um fünf Minuten länger als die US-Fassung. Sie enthielt ein optimistischeres Ende und war mit einer völlig anderen Filmmusik unterlegt. Regisseur Dassin bekundete später, dass die US-Fassung weit mehr seinen Vorstellungen entsprach. Die Musik dieser Fassung schuf Franz Waxman.
Unter dem Titel Night and the City entstand 1992 eine Neuverfilmung mit Robert De Niro in der Hauptrolle.

## Kritik
„Ein spannendes Kriminal- und Milieudrama, interessant durch seine sorgfältige Zeichnung von Figuren und Schauplätzen.“

„Seine Freizügigkeit gibt Jules Dassins Film noir einen eigentümlich modernen, rauen Unterton, der ihn über das Filmschaffen seiner Zeit weit hinaus hebt.“

„Die Ratte von Soho ist einer der härtesten, düstersten Filme, die je von einem großen Hollywood-Studio produziert wurden.“

„Die Ratte von Soho ist vielleicht der definitive Film noir.“